# Londoni török ágyú
A londoni török ágyú (Turkish Gun) a lovastestőrség terén (Horse Guards Parade) áll.
Az ágyút 1524-ben öntötte Abdullah fia, Murad főtüzér. A löveget a brit hadsereg 1801-ben, a napóleoni háborúk idején zsákmányolta a franciáktól Egyiptomban, Alexandria ostromakor, majd Londonba szállította, ahol 1802-ben állították fel. A kétkerekű kocsit a dartfordi J&E Hall cég készítette. A kocsit krokodilt ábrázoló domborművel, a kerékagyat fém oroszlánfejjel díszítették. A cső vésete szerint a löveg a szultán megrendelésére készült, és ha elsütik, úgy robajlik, akár a mennydörgés.